# Parallactis mitigata
Parallactis mitigata is een vlinder uit de familie dominomotten (Autostichidae). De wetenschappelijke naam van deze soort is voor het eerst geldig gepubliceerd in 1914 door Meyrick.
De soort komt voor in het Afrotropisch gebied.